# العوامل التنبئية الاجتماعية للاكتئاب
العوامل التنبئية الاجتماعية للاكتئاب هي مجموعة الجوانب في بيئة الفرد الاجتماعية ذات الصلة بتطوير الفرد لاضطراب الاكتئاب الشديد. تشمل عوامل الخطر هذه أحداث الحياة الاجتماعية السلبية، والنزاعات ومستويات الدعم الاجتماعي المنخفضة، إذ لُوحظ وجود ارتباط بين كل من هذه العوامل واحتمالية معاناة الفرد من الاضطراب الاكتئابي، أو مدة هذا الاكتئاب أو شدة أعراضه.

## أحداث الحياة الاجتماعية السلبية
تلعب أحداث الحياة الاجتماعية السلبية دورًا هامًا في زيادة خطر الإصابة بالاكتئاب وغالبًا ما يتوجه الأطباء السريريون نحو التحقق من وقوع أي حدث كبير في حياة المريض قبل وقوع أعراض الاكتئاب. تشير التوقعات إلى إمكانية اعتبار هذه العلاقة سببية إلى حد كبير، إذ ترجع الأدلة الأهم على العلاقة السببية إلى النتائج التي تفيد بوجود ارتباط قوي بين الأحداث السلبية الخارجة عن سيطرة المرء واحتمال إصابته بالاكتئاب، إذ من غير المحتمل تطور أعراض الاكتئاب بشكل منفصل تمامًا عن أحداث الحياة السلبية. ساهمت الدراسات على التوائم بتوفير دعم إضافي لهذه النتائج، إذ سمحت هذه الدراسات للباحثين بالتحكم في العوامل التنشئية الداخلية التي يحتمل ارتباطاها ببدء تطور الاضطراب. مع ذلك، يمتلك الأفراد ذو الميل الأكبر نحو الإصابة بالاكتئاب قابلية أكبر لاختبار أحداث الحياة الاجتماعية السلبية نظرًا إلى وضعهم أنفسهم في علاقات أكثر ميلًا نحو اختبار هذه الاحداث السلبية.
تأتي أدلة الارتباط بين أحداث الحياة الاجتماعية السلبية والإصابة بالاكتئاب بشكل رئيسي من دراسات الحالة والدراسات التي تقارن تكرارية هذه الأحداث لدى الأفراد المصابين بالاكتئاب بالمعدلات المرصودة لدى الأشخاص الممثلون لمجموعة أكبر من السكان. غالبًا ما يمكن رصد أحداث الحياة السلبية عبر الشخص المكتئب بعد تبليغه عنها، إذ تسبق أحداث الحياة الكبيرة السلبية ما يصل إلى 80% من حالات اضطراب الاكتئاب الشديد، وتميل الأعراض إلى التطور خلال شهر واحد من اختبار هذا الحدث عند وجود تشخيص سابق باضطراب الاكتئاب الشديد. توجد علاقة أيضًا بين معدل التكرار المرتفع لهذه الأحداث السلبية والعينات التمثيلية لمجموعة السكان غير المصابة بالاكتئاب، إذ غالبًا ما تشير الدراسات إلى زيادة احتمالية اختبار هذه التجارب السلبية بمرتين لدى الأفراد المكتئبين. علاوة على ذلك، يمتلك الأفراد المصابون بالاكتئاب فرصة أكبر لاختبار أحداث الحياة السلبية السابقة لظهور الأعراض مقارنة بغيرهم من المصابين بالمشاكل النفسية الأخرى مثل الفصام واضطراب ثنائي القطب.
على الرغم من تبليغ الأفراد عن وقوع حدث حياتي اجتماعي سلبي بشكل سابق لتطور الاكتئاب، لا يحصل معظم الاشخاص ممن اختبروا هذه الأحداث على تشخيص اضطراب الاكتئاب الشديد. يُعتبر هذا الأمر نابعًا بشكل جزئي من اعتبار سلوكيات الحزن طبيعية وصحية في غالبية الأوقات إذ لا ترقى إلى وضع تشخيص دال على وجود مشكلة مرضية. مع ذلك، من المقترح وجود دور هام لكل من تاريخ الفرد مع اضطراب الاكتئاب الشديد، ومستويات الدعم الاجتماعي، والجندر، والجنس واختلافات الشخصية في توسط قابلية الفرد للإصابة باضطراب الاكتئاب المرضي.